# Waspo Stettin
Waspo Stettin (auch Wassersportfreunde Pomerania) war der Name eines deutschen Schwimmvereins mit Sitz in Stettin. Zum Gründungskomitee gehörte unter anderem Hermann Dahl.
Der Verein brachte in den 1930er Jahren mit Hans Gauke, Gerhard Nüske und Manfred Laskowski drei Deutsche Meister hervor.